# Rivea ornata
Rivea ornata är en vindeväxtart som först beskrevs av William Roxburgh, och fick sitt nu gällande namn av Jacques Denys Denis Choisy. Rivea ornata ingår i släktet Rivea och familjen vindeväxter. Inga underarter finns listade i Catalogue of Life.